# Torstorp
Torstorp är en ort i Grimetons socken i Varbergs kommun i Hallands län. SCB hade till 2010 avgränsat bebyggelsen till två småorter namnsatta till Torstorp (västra delen) och Torstorp (östra delen). Den östra delen som är åtskild med 400 meter från den västra uppfyller från 2010 inte längre kriterierna för en småort. 